# Église Saint-Julien de Poëzat
L'église Saint-Julien est une église située à Poëzat, en France.

## Localisation
L'église est située sur la commune de Poëzat, dans le département français de l'Allier.

## Historique
L'église, de style roman, date du XIIe siècle.
L'église est consacrée à saint Julien de Brioude.
L'édifice est inscrit au titre des monuments historiques en 1935.

## Description
L'édifice a conservé partiellement une couverture de lauzes.